# Sant'Albano di Bobbio
Sant'Albano è una frazione del comune di Val di Nizza, in provincia di Pavia, situato ad altezza di circa 600 metri slm alla testata della valle del torrente Nizza, affluente di destra dello Staffora.

## Storia
Già citato in documenti di epoca carolingia, era anticamente noto con il nome di "Sant'Albano in Candubrio".
In origine era una "cella" del celebre monastero di Bobbio, fondato da San Colombano nel VI secolo: il nome dato al paese è infatti quello del santo protomartire inglese, il cui culto è verosimile essere stato introdotto dai monaci irlandesi fondatori del monastero di Bobbio.
Divenne quindi feudo del Vescovo di Bobbio, che a loro volta lo infeudarono a rami del casato dei Malaspina.
Fu Comune autonomo fino al 1929.